# Mike Glover (boxeador)
Michael J. Cavanaugh, mais conhecido como Mike Glover (Lawrence, 18 de dezembro de 1890 - 11 de julho de 1917) foi um pugilista americano, campeão mundial dos meios-médios em 1915.

## Biografia
Mike Glover iniciou sua carreira em 1908, aos 18 anos de idade, colecionando muitas vitórias e algumas derrotas espaçadas, entre as quais destaca-se sua única derrota por nocaute na carreira, quando foi parado por Frankie Madden no 5º assalto.
Em 1909, conseguiu um bom empate em uma curta luta de 6 assaltos contra Billy Willis logo no início do ano, depois amargou uma derrota para Harlem Tommy Murphy e encerrou o ano com vitória sobre William Young Nitchie.
No ano seguinte, portanto em 1910, obteve importante vitória sobre Willie Moody, mas também perdeu para Johnny Dohan e Ted Nelson. Em 1911, encarou boxeadores de maior porte físico, obtendo dois empates contra Battling Levinsky e um contra Jack Dillon, ambos futuros campeões dos meios-pesados em início de carreira. Ainda em 1911, conseguiu boa vitória sobre Young Erne, mas também conheceu nova derrota diante Albert Buck Crouse.
Finalmente, a carreira de Glover começou a decolar em 1913, quando obteve expressivas vitórias por nocaute sobre o francês Marcel Thomas e, em sequência, Paddy Sullivan. Pra fechar o ótimo ano de 1913 performou muito bem contra Jack Britton, em uma luta de 10 assaltos que os jornais da época noticiaram com vitória para Glover.
No início de 1914, Britton conseguiu devolver a derrota sofrida para Glover no final do ano anterior da mesma maneira, vitória pelos jornais após 10 assaltos de luta. Glover recuperou-se com três vitórias em sequência, antes de um novo revés perante Kid Graves.
Então, em 1915, Mike Glover chegou ao auge de sua carreira, quando conquistou o título mundial dos meios-médios, ao obter uma vitória nos pontos sobre o campeão Matt Wells. Inacreditavelmente, seu reinado durou apenas três semanas, vindo a ser interrompido por seu já costumaz rival Jack Britton, que tomou-lhe o título com uma vitória nos pontos após 12 assaltos.
No final de 1915, Glover obteve uma revigorante vitória sobre Ted Kid Lewis, que então já havia tomado o título de campeão mundial dos meios-médios de Jack Britton para si. Esse confronto não foi válido pelo título mundial, mas estimulou Glover a treinar para um novo duelo contra Lewis.
Durante sua preparação para a luta contra Lewis, que já não mais valeria pelo título mundial dos meios-médios, uma vez que Britton havia retomado o título de Lewis poucos meses antes, Glover contraiu uma forte gripe. Não obstante seu precário estado de saúde, Glover seguiu treinando e subiu ao ringue contra Lewis em meados de 1916, naquela que viria a ser sua derradeira luta na carreira. Após suportar doze assaltos contra Lewis, Glover perdeu a luta nos pontos. Posteriormente, seu quadro clínico agravou-se ainda mais e, cerca de um mês após esta luta, Glover veio a falecer precocemente aos 26 anos de idade.